# 鄭兆強
鄭兆強（英語：Cheng Siu-keung，1952年7月21日—），香港電影攝影指導。生於香港，香港專業電影攝影師學會（HKSC）會員。以和杜琪峰及韋家輝合作而聞名影壇。分別贏得兩次金馬獎與三次香港電影金像獎最佳攝影獎。

## 概要
1976至1985年間在電視廣播有限公司先後擔任職攝影師及監製。1989年他拍攝首部電影《相見好》，擔任攝影及編劇。
1992年加入香港專業電影攝影師學會 (HKSC)。
2008年憑《文雀》榮獲第45屆金馬獎最佳攝影獎。
2022年憑《智齒》榮獲第40屆香港電影金像獎最佳攝影獎及第59屆金馬獎最佳攝影獎。
2023年憑《神探大戰》蝉联第41屆香港電影金像獎最佳攝影獎。
2025年憑《九龍城寨之圍城》榮獲第43屆香港電影金像獎最佳攝影獎。

## 作品
標示星號（☆）為銀河映像作品。

### 電影

#### 1980年代
- 相見好（1989）（兼任編劇）
- 花心三劍俠（1989）

#### 1990年代
- 一咬OK（1990）（兼任編劇）
- 出土奇兵（1990）
- 皇家師姐之中間人（1990）
- 海狼（1991）（導演）
- 神探馬如龍（1991）
- 逃學威龍（1991）
- 我為卿狂（1991）
- 逃學威龍2（1992）
- 嘩！英雄（1992）
- 黑貓II 刺殺葉利欽（1992）
- 俠女傳奇（1992）
- 武狀元鐵橋三（1993）
- 白蓮邪神（1993）（兼任導演）
- 黃蜂尾後針（1993）
- 新英雄本色（1994）
- 西楚霸王（1994）
- 壯士斷臂（1994）
- 珠光寶氣（1994）
- 小飛俠（1995）
- 霹靂火（1995）
- 搶閘媽咪（1995）
- 無味神探（1995）
- 攝氏32度（1996）☆
- 666魔鬼復活（1996）
- 恐怖雞（1997） ☆
- 十萬火急（1997）
- 兩個只能活一個（1997） ☆
- 愛情傳真（1998）
- 行運一條龍（1998）
- 龍在江湖（1998）
- 暗花（1998）☆
- 真心英雄（1998）☆
- 暗戰（1999）☆
- 鎗火（1999）☆
- 怪異集之你回來吧!（1999）
- 再見阿郎（1999）☆

#### 2000年代
- 孤男寡女（2000）☆
- 十二夜（2000）
- 辣手回春（2000）☆
- 戀戰沖繩（2000）
- 暗戰2（2001）☆
- 鍾無艷（2001）☆
- 瘦身男女（2001）☆
- 全職殺手（2001）☆
- 廢柴同盟（2001）
- 嚦咕嚦咕新年財（2002）☆
- 我左眼見到鬼（2002）☆
- PTU（2003）☆
- 向左走·向右走（2003）☆
- 百年好合（2003）☆
- 大隻佬（2003）☆
- 柔道龍虎榜（2004）☆
- 龍鳳鬥（2004）☆
- 大事件（2004）☆
- 黑社會（2005）☆
- 黑社會以和為貴（2006）☆
- 放·逐（2006）☆
- 鐵三角（2007）☆
- 神探（2007）☆
- 蝴蝶飛（2008） ☆
- 文雀（2008）☆
- 復仇（2009）☆
- 機動部隊─同袍（2009）☆

#### 2010年代
- 單身男女（2011）☆
- 夺命金（2011）☆
- 高海拔之戀II（2012）☆
- 盲探（2013）☆
- 毒戰（2013）☆
- 狂舞派（2013）
- 末日派對（2013）
- 恐怖在線（2014）
- 壹獄壹世界：高登闊少踎監日記（2015）
- 華麗上班族（2015）☆
- 死開啲啦（2015）
- 少年（2016）
- 三人行（2016）
- 終極勝利（2016）
- 心理罪之城市之光（2017）
- 骨妹（2017）（攝影顧問）
- 臥底巨星（2018）
- 捉妖記2（2018）
- 九龍不敗（2019）
- 葉問4：完結篇（2019）

#### 2020年代
- 智齒（2021）
- 神探大戰（2022）
- 命案（2023）☆
- 九龍城寨之圍城（2024）

### 電視劇集
- 三命（2025）☆

## 外部連結
- 鄭兆強在香港影庫上的簡介